# Chaetabraeus
Chaetabraeus är ett släkte av skalbaggar som beskrevs av Gaston Portevin 1929. Chaetabraeus ingår i familjen stumpbaggar.

## Dottertaxa tillChaetabraeus, i alfabetisk ordning[1][2]
- Chaetabraeus alluaudi
- Chaetabraeus andrewesi
- Chaetabraeus bacanioformis
- Chaetabraeus bacchusi
- Chaetabraeus bonzicus
- Chaetabraeus brasavolai
- Chaetabraeus chandleri
- Chaetabraeus cicatricatus
- Chaetabraeus cinaedus
- Chaetabraeus cohaeres
- Chaetabraeus connexus
- Chaetabraeus controversus
- Chaetabraeus convexus
- Chaetabraeus corradinii
- Chaetabraeus curtulus
- Chaetabraeus cyclonotus
- Chaetabraeus durandi
- Chaetabraeus echinaceus
- Chaetabraeus fakir
- Chaetabraeus gandhii
- Chaetabraeus globulus
- Chaetabraeus granosus
- Chaetabraeus heterocnemis
- Chaetabraeus kanaari
- Chaetabraeus lucidus
- Chaetabraeus misellus
- Chaetabraeus mulleri
- Chaetabraeus nibouchei
- Chaetabraeus orientalis
- Chaetabraeus paria
- Chaetabraeus persetifer
- Chaetabraeus reticulatus
- Chaetabraeus rugicollis
- Chaetabraeus sabuthomasi
- Chaetabraeus schawalleri
- Chaetabraeus setosellus
- Chaetabraeus setulosus
- Chaetabraeus sphaericus
- Chaetabraeus spiculator
- Chaetabraeus streitoi
- Chaetabraeus subconvexus
- Chaetabraeus subsetosulus
- Chaetabraeus sulcatorugosus
- Chaetabraeus tuberosus